# محمد بيرم الرابع
محمد بيرم الرابع ولد في 26 أغسطس 1805 في تونس العاصمة وتوفي في 5 نوفمبر 1861 في نفس المدينة، هو عالم دين تونسي.

## السيرة الذاتية
ولد محمد بيرم لعائلة أرستقراطية من الأشراف (أحفاد الرسول محمد ﷺ). بدأ مهنة التدريس مبكرا في عمر ال18 سنة في كل من المدرسة العنقية والمدرسة الباشية. أصبح بعدها مفتي الأحناف ونقيب الأشراف (ينحدرون من الرسول محمد ﷺ) بعد وفاة والده في 1843. عين في منصب شيخ الإسلام تحت حكم أحمد باي الأول، وأصبح إمام جامع صاحب الطابع. 

قربه من ولي العهد الأمير محمد جعل منه مستشاره، وعندما اعتلى هذا الأخير العرش، تزوج من أخته. بفضل هذه القرابة، أصبح محمد بيرم أحد أهم المسؤولين على المستوى الديني ولا يشور الباي إلا برأيه. ينصحه بشكل خاص فيما يتعلق بالترتيبات الإدارية والمسائل القانونية والسياسية. رأيه الذي يفضل عن آراء النخبة العلمية والسياسية للبلاد معروف بعدله وإنصافه. هو كذلك أهم الشخصيات المحافظة التي تحيط بالباي. 

محمد بيرم هو كذلك كاتب وشاعر، لذلك اختاره الباي ليرد على رسائل التهنئة التي تأتيه في شكل قصائد ونثر.

## العائلة
والده هو محمد بيرم الثالث. تزوج ابنة محمود بوخريص، أمين لدى البايات وسفير. ابن أخيه هو عالم الدين والإصلاحي محمد بيرم الخامس.

## مقالات ذات صلة
- محمد بيرم الأول
- محمد بيرم الثاني
- محمد بيرم الثالث
- محمد بيرم الخامس